# Lingua Arta
La lingua Arta è una lingua quasi estinta, parlata da piccoli gruppi di Negritos  nelle Filippine settentrionali, in particolare sull'isola di Luzon.
La lingua appartiene alla famiglia linguistica delle Lingue austronesiane.

## Locutori
Sono rimasti piccoli gruppi di locutori Arta nella zona di Maddela nella provincia di Quirino. La lingua è stata comunque ben documentata da Yukinori Kimoto che, nel 2013, asseriva esserci soltanto più 11 persone che la parlavano fluentemente, mentre altre 35-40 avevano qualche conoscenza della lingua pur non essendo in grado di parlarla correntemente. La popolazione etnica totale assommava a circa 150 persone.

## Classificazione
La lingua non sembra avere grosse similitudini con altre lingue.
Secondo Ethnologue 18ª edizione (2015), infatti sembra occupare un posto isolato tra le Lingue Luzon settentrionali. 
Il suo albero genealogico sarebbe il seguente:
- Lingue austronesiane
  - Lingue maleo-polinesiache
    - lingue filippine
      - Lingue Luzon settentrionali
        - Lingua Arta